# Dobrzykowo (województwo zachodniopomorskie)
Dobrzykowo – dawna wieś w Polsce, w województwie zachodniopomorskim, w powiecie gryfickim, w gminie Płoty.  Miejscowość zniesiona 1 stycznia 2017.
W latach 1975–1998 miejscowość administracyjnie należała do województwa szczecińskiego.